# محمود غنيم
محمود غنيم (25 ديسمبر 1901 - 1972) شاعر مصري.

## حياته ونشأته
ولد في قرية مليج التابعة لمحافظة المنوفية بمصر، وتفتَّحت عيناه على خضرة الريف وهدوئه ونقائه وقيمه فتأثر بهذه الطبيعة البكر، فكانت بمثابة رافد من روافد الأصالة والانحياز إلى الفطرة.
بدأ محمود غنيم حياته التعليمية- شأنها شأن الكثيرين من عمالقة الأدب والفكر المسلمين في القرن العشرين- في الكُتاب، وحفِظ القرآن الكريم، ثم نهل من علوم العربية والعلوم الشرعية، وبعد مرحلة الكتَّاب التحق وهو ابن الرابعة عشرة بالمعهد الأحمدي الأزهري بطنطا، وظل به أربع سنوات، ثم التحق بمدرسة القضاء الشرعي، وقد ظل فيها أعوامًا ثلاثة، وقبل أن يحصل على شهادتها تم إلغاء دراسته بها، لكنَّه لم يقف عند هذا الحد، فإلتحق بأحد المعاهد الدينية ونال منه الشهادة الثانوية، وبعد ذلك التحق بمدرسة دار العلوم، وكان ذلك عام 1925م، وتخرَّج فيها عام 1929م.
ثم بدأ حياته العملية بالتدريس

## مسيرته
بدأ «محمود غنيم» رحلته مع الشعر منذ صباه المبكر، واشتدَّ عوده في فن الشعر حتى استوى على سوقه وتبارت المجلات المختلفة في نشر أشعاره ومن هذه المجلات والجرائد ما هو داخل القطر المصري ومنها ما هو خارجه، فمن المجلات والجرائد داخل مصر: السياسة الأسبوعية، والبلاغ الأسبوعي، والرسالة، والثقافة، والأهرام، والمصري، وأبولو، ودار العلوم... ومن المجلات خارج القطر المصري: مجلة الحج السعودية، والعُصبة الأندلسية، وكانت تصدُر في البرازيل.

## مؤلفاته
جمع «محمود غنيم» أشعاره ونَشَرها في دواوين، وكان قد جمع ديوانه الأول وهو «صرخة في واد» عام 1947م، وتقدم به لأول مسابقة شعرية يُعدها مجمع اللغة العربية بالقاهرة ففاز بالجائزة الأولى.
أما ديوانه الثاني فكان بعنوان: «في ظلال الثورة»، وقد جمعه مماكان ينشره في الصحف والمجلات في المناسبات المتعددة، ونال عنه جائزة الدولة التشجيعية عام 1963م.
ومن دواوينه كذلك ديوان «رجع الصدى»، وقد اجتهد الشاعر في طباعته لكن القدَر لم يمهله، فتُوفي، وتمت طباعة الديوان بعد وفاته (طبع هذا الديوان عام 1399هـ = 1979م، وقد طبعته دار الشعب)، ومن سمات هذا الديوان البارزة تمجيد الكثير من قصائده للمبادئ والقيم الإسلامية التي تأثَّر فيها الشاعر بتاريخ الإسلام العظيم على مر عصوره.زنتا

## رحلة مع شعره
كان «محمود غنيم» من الشعراء مرهفي الحس الذين يتأثرون بكل ما حولهم من أشياء وكائنات، وأحداث صغيرة أو كبيرة، أو مؤثرات نفسية يرى الشاعر أنها تجربة حركت نفسه وهزت مشاعره، وفي دواوينه المختلفة نجد صدى يبرز الحروب وأهوالها، كما نجده يكتب الكثير من القصائد التي تتميز بالخفة والدعابة والفكاهة، ونجد فيها العَبَرات والرثاء، كما نجد فيها المديح والوصف، ونجد فيها كذلك القصائد الوطنية والإسلامية، والكثير من القضايا الاجتماعية، والأدبية والنقدية، وقد قال الشاعر «عزيز أباظة» عن ديوان «محمود غنيم» الثاني «في ظلال الثورة» وهو يقدم له: «إنك تحس وأنت تطالع هذا الديوان أنك في متحف رائع للطبيعة تعرض فيه كل ما يخلب اللب ويأسر المشاعر من صور، فكل قصيدة من قصائده أشبه بلوحة رائعة أبدعتها يد صناع، وهيهات أن تجد في بيانه المحكم السبك ما يتجافى عنه الذوق السليم، وتنبو عنه النفس الشاعرة، ومرد ذلك إلى مكونات الشاعر، من ثقافة واسعة متنوعة، وموهبة فطرية تفاعلت معها أسرار الحياة، فلا عجب وقد تكاملت له عناصر الشاعرية المبدعة أن يهيم في كل واد من أودية الشعر، وأن يصبح بحق دعامة راسخة من الدعائم التي ارتفع عليها صرح النهضة الأدبية المعاصرة.»
جمع "محمود غنيم

## نهجه الشعري وآراؤه النقدية
«محمود غنيم» في شعره يتبع الخليل في أوزانه والشعر العربي على مر عصوره في قوافيه وأغراضه مع تناوله لما جد من موضوعات عصرية، وهو بذلك ينتمي إلى المدرسة التي أطلق عليها بعض النقاد مدرسة المحافظين والتي من زعمائها «البارودي» و«شوقي» و«حافظ إبراهيم» وغيرهم من الأعلام، ويرفض الشعر الحر، ويتضح ذلك من قصيدة له بعنوان: «حديث خرافة» يقول فيها:
وله آراء نقدية تبرز هذا النهج الشعري ذكرها مقدم ديوانه «رجع الصدى» مستخلصًا إياها من مقال كتبه «غنيم» في مجلة الهلال بعنوان «الشعر المنحل لا الشعر الحر» وأبرز هذه الآراء يتمثل في:
- أن النقد لا بد وأن ينأى عن الميول والأهواء.
- يمجد الشعر الذي يلتزم بالعمود الشعري الذي عرف عن العرب أصالة وصياغة.
- ينكر رأي الذين يعيبون شعر المناسبات؛ لأن كلام الله- وهو القرآن الكريم- نزل في مناسبات متعددة.
- يرى أن الوضوح لازم في الشعر شأن العرب المطبوعين، وينسج على منوال «البحتري»، والشعر المعقد ليس إلا صدى لنفوس أصحابه المعقدة.
- يستنكر ما يقال أن هذا الغرض قديم، ولا بأس عنده بشعر المدح والرثاء.
هذه وجهة الشاعر النقدية والتي نراها واضحة في إبداعاته المختلفة من سهولة ممتنعة، ووضوح مقبول، ورقة رائقة، وإنشاده العديد من قصائد المناسبات وكتابته في الأغراض المختلفة من مدح ورثاء وغير ذلك، أما رأي الشاعر في الشعر الحر، فإننا نختلف معه في هذا الرأي.
وعلى كلٍّ فقد كان «محمود غنيم» صوتًا شعريًا متميزًا في عصرنا الحديث، لم ينل حظه من الشهرة مثلما نالها الآخرون، ونختم الحديث عنه بشكواه من الضيم والإهمال، وانقلاب الموازين لدى الناس في أذواقهم، يقول: